# Joseph Findel

Gottfried Joseph Gabriel Findel

Gottfried Joseph Gabriel Findel (* 21. Oktober 1828 in Kupferberg; † 23. November 1905 in Leipzig) war ein deutscher freimaurerischer Schriftsteller und Verleger.

## Leben
Findel stammte aus ärmlichen Verhältnissen. In Bamberg ging er auf das Gymnasium und besuchte 1848 die Universität München, wurde im folgenden Jahr wegen seiner Beteiligung an der politischen Bewegung 1849 in Untersuchung gezogen. Nach zehnmonatiger Haft begnadigt, brach er sein Studium ab und widmete sich in Heidelberg dem Buchhandel, wobei er auch Vorlesungen an der Universität besuchte. 1856 wurde er in der Freimaurerloge Eleusis zur Verschwiegenheit in Bayreuth in die Freimaurerei aufgenommen.
Später siedelte er nach Leipzig über, wo er sich der Loge Minerva anschloss. Nach vorübergehender Tätigkeit als Mitredakteur der Illustrierten Zeitung gründete er 1858 mit der von ihm und Rudolf Seydel geleiteten freimaurerischen Zeitung Die Bauhütte ein Verlagsgeschäft.
1860 ernannte ihn die Prince Hall Grand Lodge of Massachusetts in den Vereinigten Staaten zum Ehren-Altgroßmeister und zum Repräsentanten der Prince Hall-Freimaurerei in Deutschland.
Durch seine Schreibtätigkeiten entstanden Streitigkeiten, die 1891 zu seinem Ausscheiden aus der Freimaurerei in Leipzig führten, so dass er 1898 Mitglied der Loge Johannes zum wiedererbauten Tempel in Ludwigsburg wurde. Zur Aussöhnung in Leipzig kam es erst wieder nach seiner Mitgliedschaft der Loge Phönix, die aus der Loge Minerva hervorgegangen war.

## Werke (Auswahl)
- Geschichte der Freimaurerei von der Zeit ihres Entstehens bis auf die Gegenwart. Leipzig, Luppe 1861–1862 (sein Hauptwerk, mehrfach übersetzt, zahlreiche Auflagen)
- Br Schiffmann und die Grosse Landesloge von Deutschland. J. G. Findel, Leipzig 1877.
- Meine maurerische Büchersammlung (1870)
- Der Humanismus, das Prinzip der Freimaurerei. Leipzig 1881.
- Grundsätze der Freimaurerei im Völkerleben (2. Auflage 1882);
- Geist und Form der Freimaurerei: Instructionen für Brr. Maurer (4. Auflage 1883)
- Quickborn der Lebensweisheit (2. Auflage 1860)
- Bausteine zur Diätetik der Seele (2. Auflage 1864)
- Die klassische Periode der deutschen Nationalliteratur im 18. Jahrhundert (2. Auflage 1873)
- Der innere Zerfall der Socialdemokratie. Leipzig, 1880
- Die Juden als Freimaurer – zur Beleuchtung der gegenwärtigen Krisis innerhalb des deutschen Freimaurerthums. Leipzig 1893.
- Schach-Bismarck oder Jesuiten und Freimaurer (Roman) Findel, Leipzig 1894. Mikrofiche-Ausgabe: Edition Corvey, o. J., ISBN 3-628-39583-6.
- Der freimaurerische Kampf für die Juden und die Settegast’sche Großloge. Leipzig, 1894
- Geschichte der Grossloge zur Sonne in Bayreuth. Leipzig, Findel 1897.
- Die katholische Klerisei auf der Leimruthe oder die Notlage des Papsttums. Findel, Leipzig 1897 (Digitalisat).

Seine Schriften über Freimaurerei sind gesammelt erschienen als J. G. Findel’s Schriften über Freimaurerei. 6 Bände, 1882–1885. Reprint: Sändig-Reprints-Verlag, Vaduz (Liechtenstein) o. J.